# Stora Ässjö
Stora Ässjö är en sjö i Svenljunga kommun i Västergötland och ingår i Viskans huvudavrinningsområde. Sjön är 7,5 meter djup, har en yta på 0,15 kvadratkilometer och befinner sig 188,1 meter över havet. Sjön avvattnas av vattendraget Kroksån.

## Delavrinningsområde
Stora Ässjö ingår i det delavrinningsområde (637390-131618) som SMHI kallar för Mynnar i Östra Öresjön. Medelhöjden är 169 meter över havet och ytan är 40,62 kvadratkilometer. Det finns inga avrinningsområden uppströms utan avrinningsområdet är högsta punkten. Kroksån som avvattnar avrinningsområdet har biflödesordning 3, vilket innebär att vattnet flödar genom totalt 3 vattendrag innan det når havet efter 52 kilometer. Avrinningsområdet består mestadels av skog (74 %) och sankmarker (11 %). Avrinningsområdet har 1,42 kvadratkilometer vattenytor vilket ger det en sjöprocent på 3,5 %.